# الألعاب البارالمبية الصيفية 2004
الألعاب البارالمبية الصيفية 2004 هي النسخة السادسة العشر من الألعاب البارالمبية بدأت في 17 سبتمبر وإنتهت في 28 سبتمبر 2004 في أثينا، اليونان بعد نجاح عرض المدينة في الحصول على شرف استضافة ألعاب البارلمبية، شارك 3806 رياضي في منافسات هذه النسخة ومن 136 دولة. إحتلت الولايات المتحدة الصدارة في ترتيب الميداليات بعد فوزها ب66 ميدالية ذهبية.